# HD 116835
HD 116835，又名CD-40 7894，SAO 224148、HR 5060，是一颗恒星，视星等为5.69，位于銀經310.04，銀緯20.88，其B1900.0坐标为赤經13h 21m 6.8s，赤緯-40° 20.88′ 40″。